# William G. Morgan

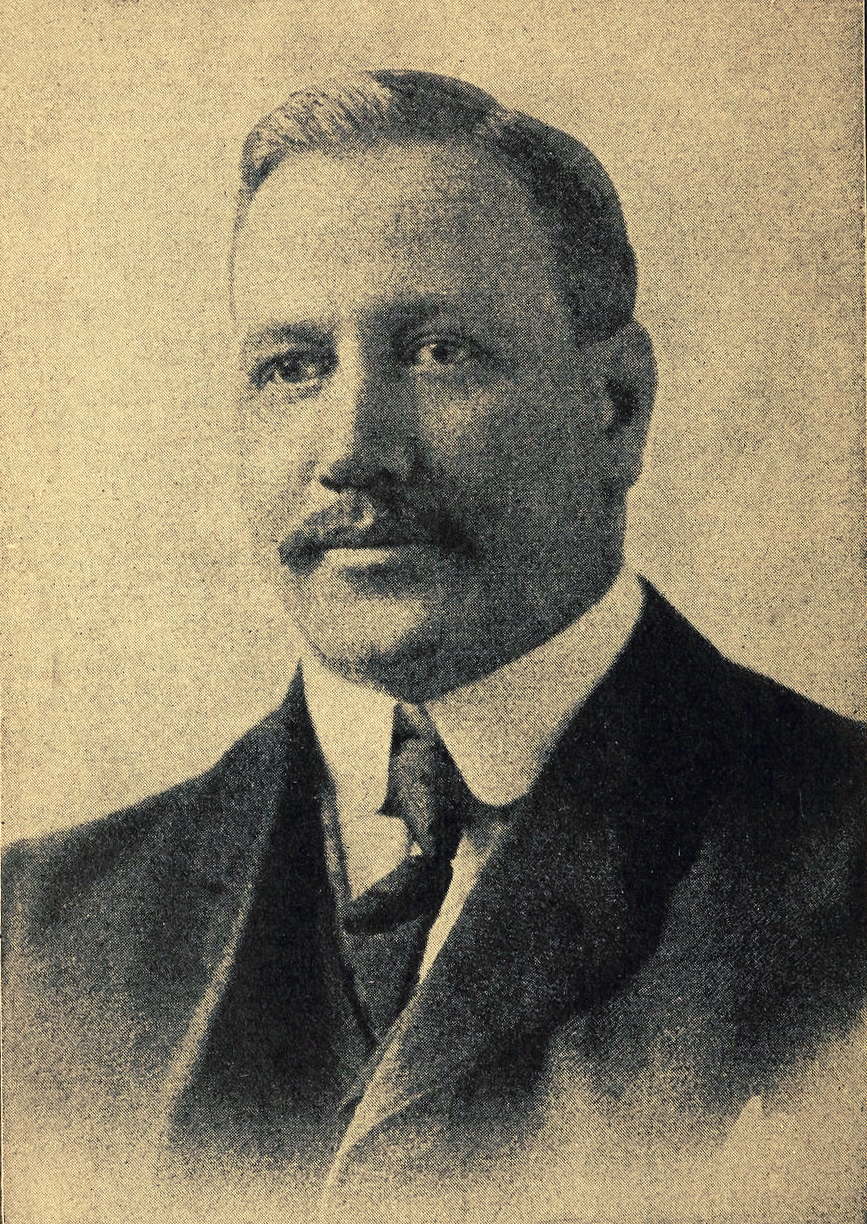
William G. Morgan (etwa 1895)

William George Morgan (* 23. Januar 1870 in Lockport, New York; † 27. Dezember 1942 ebenda) war ein US-amerikanischer Sporttrainer und der Erfinder des Volleyballs, das er ursprünglich „Mintonette“ nannte.

## Leben
William G. Morgan arbeitete als Knabe zunächst in der Bootsbaufirma seines Vaters, George Henry Morgan, der aus Wales in die USA eingewandert war, und Nancy Chatfield Morgan aus Northfield, Vermont, geheiratet hatte. Mit 14 Jahren rannte Morgan von zuhause weg, um als Bootsjunge auf Linienschiffen der Great Lakes im Norden der USA anzuheuern. Um zu einer Ausbildung zu gelangen, suchte und fand er Aufnahme in der Mount Hermon School in Northfield, Massachusetts. Im Schulchor lernte Morgan seine spätere Frau, Mary King Caldwell, kennen.
Im Herbst 1891 lernte Morgan während eines Football-Matches James Naismith kennen, den Erfinder des Basketball-Spiels. Naismith war Assistenz-Trainer der Football-Mannschaft der International YMCA Training School an der „School for Christian Workers“, dem heutigen Springfield College. Er war von dem großen, starken Spieler angetan, und fragte ihn, ob er nicht an die Training School des YMCA (Young Men’s Christian Association – CVJM) wechseln wolle. Dabei warb er besonders mit den Möglichkeiten, die für die christliche Verkündigung im Sport lägen und mit der Führungskräfte-Ausbildung in Springfield. Zudem hatte Springfield damals mit Amos Alonzo Stagg einen legendär gewordenen Football-Cheftrainer.
1892 wechselte Morgan nach Springfield, wo er bis 1894 Sportwissenschaften studierte. Dort lernte er auch das neue Spiel Basketball kennen. In Springfield hatte James Naismith 1891 die ersten Körbe in die Turnhalle gehängt. Während seiner Zeit in Springfield heiratete Morgan am 7. Oktober 1893 Mary King Caldwell.
Ab September 1894 war Morgan als „Physical Director“ für den Sport zunächst beim YMCA von Auburn, Maine, verantwortlich, ab Mitte 1895 bis Mitte 1897 beim YMCA von Holyoke, Massachusetts. In Holyoke entwickelte Morgan das neue Spiel, das er „Mintonette“ nannte. Nach einer letzten Station beim YMCA von Lockport, New York, verließ Morgan den Christlichen Verein und arbeitete als Verkäufer für die Firmen General Electric und Westinghouse.
Morgan und seine Frau hatten eine Tochter und vier Söhne: Lillian Exsie Morgan (Springfield, 1894–1989), Rufus George Morgan (Auburn, 1895–1925), Robert William Morgan (New Haven, Connecticut, 1897–1968), James Phillip Morgan (Lockport, 1899–1972) und Richard Caldwell Morgan (1911–1982). Nach Springfield, wo er 1896 das neue Spiel vorgestellt hatte, kam er erst 1938 wieder. Den weltweiten Erfolg des von ihm erfundenen Spiels nach dem Zweiten Weltkrieg sollte er nicht mehr erleben. Auf seinem Grabstein auf dem Friedhof von Glenwood steht: „MORGAN, William G., 1870–1942 Inventor of Volleyball“.

## Erfindung des Volleyballs
Der Dezember 1895 gilt als Geburtsdatum des Volleyballs. In Springfield hatte William G. Morgan das schnelle und intensive Basketball kennengelernt. Bei seiner Sportarbeit beim YMCA in Holyoke mit vielen Arbeitnehmern im mittleren Alter stellte sich ihm ein Problem: „Basketball schien für jüngere Männer geeignet, aber es gab das Bedürfnis nach etwas für die älteren, das nicht so rau und anstrengend war. Ich dachte an Tennis, aber da brauchte man Schläger, Bälle, ein Netz und weitere Ausrüstung“, schrieb er Jahre später für die Zeitschrift Spalding's Athletic Library. Die Idee, die Seiten durch ein Tennisnetz zu trennen, blieb: „Wir hoben es auf eine Höhe von 6 Fuß 6 Inches über dem Boden an, gerade oberhalb des Kopfes eines Durchschnitts-Mannes.“
Einen gewissen Einfluss auf Morgans neues Spiel hatten neben Basketball, American Handball und Tennis (Netz), das Faustballspiel, das Einwanderer aus Deutschland mitgebracht hatten. Den Namen nahm er vom Badminton (Federball): „Mintonette“. Morgans Regeln für Mintonette lauteten: Ein leichter Ball, ein Feld von 25 auf 50 Fuß Größe und das 6 Fuß 6 Inches (1,98 m) hohe Tennisnetz. Die Zahl der Spieler war nicht festgelegt. Ein Match bestand aus neun Innings, wobei jede Mannschaft jeweils dreimal aufschlagen durfte. Die Zahl der Ballberührungen, bevor der Ball über das Netz zurückgespielt wurde, war nicht begrenzt.
Der Ball hatte sich als Problem erwiesen: Basketbälle waren zu schwer, deshalb hatte Morgan mit der Blase von Basketbällen experimentiert. Doch die waren zu leicht und zu langsam.
Den Ball nach seinen Vorstellungen bekam er von der in Springfield ansässigen Sportartikel-Firma Albert G. Spalding & Bros., bis heute eine Weltmarke. Bis heute entsprechen Volleybälle im Wesentlichen Morgans von Spalding erhaltenem erstem Ball.
Als Luther Gulick, der Begründer der Sportpädagogik an der YMCA Training School, die sportlichen Leiter der YMCA-Ortsvereine zu einer Versammlung einlud, wurde Mintonette am 7. Juli 1896 in Springfield den Studenten vorgestellt. Beim ersten Volleyballspiel spielten fünf Feuerwehrleute gegen fünf städtische Angestellte. Alfred T. Halstead, Professor in Springfield, war vom Spiel angetan, aber nicht von Morgans gewähltem Namen. Bei dem neuen Spiel „hagle“ es Bälle (engl. volley: Hagel oder Gewehrsalve), sagte Halstead, warum also nicht das Spiel auch gleich so, nämlich „Volley Ball“, nennen?
Einer breiteren Öffentlichkeit stellte die Zeitschrift Physical Education das neue Spiel in ihrer Juli-Ausgabe 1896 so vor: „Volley Ball [sic] ist ein neues Spiel, das in besonderer Weise für die Sporthalle geeignet ist, das aber auch im Freien gespielt werden kann. Jede beliebige Anzahl von Spielern kann es spielen. Das Spiel besteht daraus, einen Ball über einem hohen Netz in Bewegung zu halten, womit es Züge von Tennis und Handball aufweist.“
90 Jahre nach dem ersten Volleyball-Spiel hat man in Holyoke 1985 mit Morgan als erstem Ehrenmitglied eine „Volleyball Hall of Fame“ begründet.